# هرم دی‌تایی
d -ary heap  یا  d-heap یک ساختمان داده صف اولویت دار است، یک کلیت از یک هیپ دودویی که گره‌ها به جای دو فرزند d فرزند دارند. بنابراین هیپ دودویی یک هیپ ـ 2 است. طبق گفته‌های Tarjan و Jensen و همکارانشان  ، هیپ d تایی توسط Donald B. Hohnson در سال 1975 ابداع شده‌است.
این ساختمان داده به عملیات‌های با اولویت کمتر اجازه می دهد تا سریع تر از هیپ دودویی عمل کنند، با هزینه کندتر حذف کردن کمترین عملیات ها. این موازنه منجر به بهتر اجرا شدن الگوریتم‌هایی مثل الگوریتم دیکسترا که در آن کاهش عملیات‌های اولویت دار شایع تر از حذف حداقل عملیات‌ها است، شده‌است. علاوه بر این، هیپ d تایی بهتر از هیپ دودویی از حافظه نهان استفاده می‌کنند، و در عمل به آن‌ها اجازه می‌دهد تا سریع تر اجرا شوند با اینکه در تئوری بدترین سرعت اجرای بیشتری دارند.
همانند هیپ دودویی، هیپ‌های d تایی الگوریتم درجا هستند که از هیچ فضای ذخیره‌سازی اضافه‌ای فراتر از آنچه که برای ذخیره اعضای آرایه در هیپ نیاز است، استفاده نمی‌کنند.
همانند مبنای 2، هیپ dتایی هم یک ساختار اطلاعاتی درونی است که هیچ حافظه ی جانبی را فراتر از آنچه که نیاز دارد تا اعداد یک مبنا را ذخیره کند استفاده و اشغال نمی‌کند.

## ساختمان داده
هیپ dتایی شامل آرایه n عضوی است، که هر کدام از آن‌ها دارای اولویت در ارتباط با آن است. این اعضا ممکن است به عنوان گره‌هایی در یک درخت dتایی کامل که در جستجوی سطح اول ذکر شده، دیده شوند. عضوی که در جایگاه 0 آرایه قرار دارد، ریشه درخت را تشکیل می دهد، و اعضایی که در موقعیت {\displaystyle 1-d} آرایه قرار دارند، فرزندان ریشه و {\displaystyle d^{2}} عضو بعدی، نوه‌های آن هستند، و... . بنابراین، پدر عضوی که در مکان i است، (برای هر i> 0 ) عضوی است که در مکان کف 
{\displaystyle {((1-i)/d)}} ‎است و فرزندان آن اعضایی هستند که در مکان id + 1 تا id + d قرار دارند. با توجه به ویژگی هیپ در مین هیپ هر عضو یک اولویت دارد که حداقل به بزرگی پدرش است؛ در ماکس هیپ، هر عضو دارای اولولیتی حداکثر برابر پدرش است.
عضو دارای اولویت کمتر در مین هیپ (یا عضو دارای بیشترین اولویت در ماکس هیپ) همیشه در مکان صفر آرایه قرار می‌گیرد. برای حذف این عضو از صف اولویت، آخرین عضو x آرایه جای آن را می‌گیرد، و سایز آرایه یکی کم می‌شود. سپس، در صورتی که عضو x و فرزندانش خاصیت‌های هیپ را برآورده نکنند، x با یکی از فرزندانش جابجا می‌شود. (در مین هیپ عضوی که دارای کمترین اولویت است، یا در ماکس هیپ عضو دارای بیشترین اولویت). آن را با اعضای پایین‌تر در درخت و عضوهای بعدی در آرایه جابجا می کنیم، تا جایی که سرانجام خاصیت‌های هیپ برآورده بشود. همانند فرایند جابجایی رو به پایین، برای افزایش اولویت هر عضو در مین هیپ یا کاهش اولویت هر عضو در ماکس هیپ استفاده می‌شود.
برای وارد کردن عضو جدید به هیپ، عضو به آخر آرایه اضافه می‌شود و سپس در صورتی‌که خاصیت‌های هیپ نقض شده باشد، آن عضو با پدرش جابجا می‌شود. آن را در درخت به بالا انتقال داده و در آرایه به عضوهای اولیه منتقل می کنیم، تا جایی که خاصیت‌های هیپ برآورده بشود. همانند فرایند جابجایی رو به بالا، برای کاهش اولویت هر عضو در مین هیپ یا افزایش اولویت هر عضو در ماکس هیپ استفاده می‌شود.
برای ایجاد یک هیپ جدید از آرایه n عضوی، ممکن است یک حلقه در جهت معکوس ایجاد شود. این حلقه از عضوی با مکان {\displaystyle } شروع شده و به عضو در مکان صفر ختم می‌شود. فرایند جابجایی رو به پایین برای هر عضو اجرا می‌شود.

## تجزیه و تحلیل
در هیپ d تایی با داشتن n عضو، هر دو فرایند جابجایی رو به بالا و فرایند جابجایی رو به پایین به تعداد 
{\displaystyle {1-n}} ‎ جابجایی وجود دارد. در فرایند جابجایی رو به بالا، هر تعویض شامل تنها یک مقایسه هر عضو با پدرش است و یک زمان ثابت طول می کشد. بنابراین، زمان وارد کردن یک عضو جدید در هیپ، کاهش اولویت یک عضو در مین هیپ، یا افزایش اولویت یک عضو در ماکس هیپ {\displaystyle {dgol/ngol=n_{d}gol}} می‌باشد. در فرایند جابجایی رو به پایین، هر تعویض شامل d مقایسه است و (d)O زمان لازم دارد. 1 – d مقایسه لازم است تا کوچکترین و بزرگترین فرزند تعیین شود و سپس یک مقایسه دیگر با پدر تا تعیین شود که آیا تعویض نیاز است یا نه. بنابراین، زمان حذف کردن عضو ریشه، افزایش اولویت هر عضو در مین هیپ، یا کاهش اولویت هر عضو در ماکس هیپ، {\displaystyle {(dgol/ngol)O}} می‌باشد.
وقتی یک هیپ d تایی از n عضو ساخته می‌شود، بیشتر اعضا در مکانی قرار دارند که سرانجام برگ‌های درخت d تایی را تشکیل می دهند و جابجایی رو به پایین برای آن‌ها صورت نمی‌گیرد. در حداکثر {\displaystyle {(dgol/ngold)O}} ‎ از اعضا، که برگ نیستند حداقل یک بار جابجایی رو به پایین با هزینه زمانی (d)O برای یافتن فرزند برای جابجایی با آن صورت می‌گیرد. در حداکثر {\displaystyle {1+d/n}} ‎ گره ممکن است جابجایی رو به پایین دو بار صورت بگیرد، که در این صورت (d)O هزینه اضافی برای دومین جابجایی، فراتر از هزینه‌ای که برای دوره اول محاسبه شده بود، نیاز است و... 
بنابراین، مقدار کل زمانی که برای ساختن یک هیپ با این روش نیاز است برابر است با:
```
 

  

    

      

        

          
1

          

            
+

            

              
2

            

          

          
d

          

            
/

          

          
n

        

      

    

    
{\displaystyle {1+^{2}d/n}}

  

  
[
۱
]
[
۲
]
```

فضای استفاده شده توسط هیپ d تایی با عملیات‌های درج و حذف کوچکترین عضو خطی است، به‌طوری‌که نسبت به آرایه‌های دیگری که شامل لیستی از اعضا در هیپ هستند، از فضای ذخیره‌سازی اضافی استفاده نمی‌کند. اگر تغییراتی در اولویت‌های اعضای موجود نیاز باشد، یکی از اعضا باید اشاره گرهایی که فقط فضای ذخیره‌سازی خطی دوباره از آن‌ها استفاده می‌کند را از اعضا به مکانشان در هیپ نگه دارد.

## کاربردها
الگوریتم دیکسترا برای یافتن کوتاهترین مسیر در گراف‌ها و الگوریتم پریم برای درخت فراگیر مینیمم، هر دو از مین هیپ استفاده می‌کنند که در آن n عملیات حذف مینیمم و m عملیات کاهش اولویت وجود دارد. که n تعداد رئوس در گراف و m تعداد یال‌ها است. با استفاده از یک هیپ d تایی با {\displaystyle \sum _{i=1}^{\log _{d}n}\left({\frac {n}{d^{i}}}+1\right)O(d)=O(n).} ‎ کل زمان برای این دو نوع عملیات ممکن است متعادل شود که کل زمان برای الگوریتم برابر می‌شود با {\displaystyle {n/m=d}} ‎. زمان اجرای بهبود یافته هیپ دودویی این الگوریتم‌ها وقتی که تعداد یال‌ها به‌طور قابل ملاحظه‌ای بیشتر از تعداد رأس‌ها باشد، برابر است با {\displaystyle {(n_{n/m}golm)O}} . یک ساختمان داده صف اولویت دیگر، هیپ فیبوناتچی است که زمان اجرای نظری بهتر {\displaystyle {(ngolm)O}} را می‌دهد. ولی در عمل، به‌طور کلی هیپ dتایی‌ها حداقل به همان اندازه سریع یا اغلب سریع تر از هیپ فیبونانچی برای این کاربرد هستند.
4-هیپ‌ها در عمل ممکن است عملکرد بهتری حتی در عملیات‌های حذف مینیمم نسبت به هیپ دودویی داشته باشند. علاوه بر این، معمولاً هیپ‌های dتایی بسیار سریع تر از هیپ دودویی اجرا می‌شود. به خاطر اندازه هیپ که بیشتر از اندازه حافظه نهان کامپیوتر است. هیپ دودویی معمولاً به کش سی‌پی‌یو بیشتر و page fault حافظه مجازی بیشتری نسبت به هیپ dتایی نیاز دارد.